# 中村浩太郎
中村 浩太郎（なかむら こうたろう、1963年5月24日 - ）は、日本の男性声優。石川県出身。プロダクション・エース所属。声優合同自主トレ「キャンプV」主催。

## 略歴
競馬実況のアナウンサーを目指していた事もあり、それがきっかけで声の仕事を始めた。
『サザエさん』では2009年10月から岩田安生の後任として長らく伊佐坂難物役を演じていたが、2023年の夏に緊急入院し、長期の療養生活に入ったため、同年7月30日放送分をもって途中降板。その後は牛山茂に引き継がれた。
大塚周夫の死後、『ソニックシリーズ』のドクター・エッグマン役を『マリオ&ソニック AT リオオリンピック』以降のゲーム作品やアニメで引き継いでいる。

## 人物
主に洋画吹き替えで活躍している。
趣味・特技はボウリング、野球、卓球、ソフトボール、歌、競馬、音読。方言は金沢弁、関西弁。

## 後任・代役
中村の病気療養中に伴う後任・代役は以下の通り。
| 後任       | 役名                           | 概要作品                       | 後任の初担当作品              |
| ---------- | ------------------------------ | ------------------------------ | ----------------------------- |
| 牛山茂     | 伊佐坂難物                     | 『サザエさん』                 | 2023年11月19日放送分          |
| 山中誠也   | ドクター・ダンイット           | 『ソニックシリーズ』           | 『ソニックプライム』シーズン3 |
| かぬか光明 | ドクター・エッグマン           | 『ソニックシリーズ』           | 『ソニックプライム』シーズン3 |
| かぬか光明 | ミスター・ドクター・エッグマン | 『ソニックシリーズ』           | 『ソニックプライム』シーズン3 |
| 丸山壮史   | マイケル・グロフ校長           | 『セックス・エデュケーション』 | シーズン4                     |

## 出演
太字はメインキャラクター。

### テレビアニメ
2005年
- BLOOD+

2006年
- 内閣権力犯罪強制取締官 財前丈太郎（大垣充）

2007年
- 一騎当千 Dragon Destiny（張郃儁乂）
- 神曲奏界ポリフォニカ（ハダキ）
- ぽてまよ（みかんの父、校長）

2008年
- ゴルゴ13（コインブラ）
- 二十面相の娘（船長）
- NODDY（プロッド、ナレーター）
- 破天荒遊戯（村人）
- ポルフィの長い旅（スミス）
- ミチコとハッチン（警官A）

2009年
- コケッコーさん（ペリーヌさん）
- こんにちは アン 〜Before Green Gables（市長）
- サザエさん（2009年 - 2023年、伊佐坂難物〈4代目〉、かもめ第三小学校の校長〈3代目〉 他）
- 続 夏目友人帳（賞金首の妖怪）
- そらのおとしもの（2009年 - 2010年、先生の声、担任の先生、教師） - 2シリーズ

2010年
- いちばんうしろの大魔王（照屋敬三）

2011年
- R-15（黒樹水墨）
- GOSICK -ゴシック-（中年客B）

2012年
- 銀河へキックオフ!!（桃山金造）
- 聖闘士星矢Ω（善三）
- 戦国コレクション（組長）

2013年
- 宇宙戦艦ヤマト2199（ガデル・タラン、ドーテム・ゲルヒン）※2012年劇場先行公開
- COPPELION（黒べぇ親方）
- ONE PIECE（2013年 - 2024年、ヤリスギ、桃ひげ、ボンク・パンチ）

2014年
- ジョジョの奇妙な冒険 スターダストクルセイダース（警官A）
- 棺姫のチャイカ（バーナード・チゼータ）

2015年
- Classroom☆Crisis（取締役2、取締役B）

2016年
- くまみこ（ヒゲの中年）
- ドラゴンボール超（ボス）
- ブレイブウィッチーズ（艦長）

2017年
- アイドル事変（大狸）
- ちびまる子ちゃん（キヨシ）
- 神撃のバハムート VIRGIN SOUL（シャブロル〈考古学者〉）

2018年
- レイトン ミステリー探偵社 〜カトリーのナゾトキファイル〜（ハロルド）
- ルパン三世 PART5（アメリカ大統領）
- 風が強く吹いている（2018年 - 2019年、田崎源一郎）

2019年
- 真夜中のオカルト公務員（羽黒巡査部長）
- GRANBLUE FANTASY The Animation Season 2（理事長）

2020年
- GO!GO!アトム
- 名探偵コナン（大出頼太）

2022年
- 真・一騎当千（張郃儁乂）

2023年
- レベル1だけどユニークスキルで最強です（オルトン）
- ゾン100〜ゾンビになるまでにしたい100のこと〜（大将）
- ブルバスター（自治会長）

### 劇場アニメ
- 宇宙戦艦ヤマト2205 新たなる旅立ち（2021年 - 2022年、ガデル・タラン）
- ONE PIECE FILM RED（2022年、ボンク・パンチ[14]）

### OVA
- HELLSING（2007年、副官[15]）
- KITE LIBERATOR カイト リベレイター（2007年、アポロ11・客A）
- そらのおとしもの（2010年、智樹の担任）
- 一発必中!!デバンダー（2012年、オアシース公爵[16]）
- 宇宙戦艦ヤマト2202 愛の戦士たち（2018年、ガデル・タラン[17]）※ODS作品

### ゲーム
2007年
- 召喚少女 〜ElementalGirl Calling〜（北門門番）
- 幕末恋華・花柳剣士伝（慈照）
- 令嬢探偵 〜オフィスラブ事件慕〜（主人公の父）

2008年
- ヴァルキリープロファイル 咎を背負う者（ロイエンバルグ、追っ手）
- ゴッド・オブ・ウォー 落日の悲愴曲（ヘリオス・ペルシャ王）

2009年
- ASSASSIN'S CREED II
- Gears of War 2（ディジー・ウォーレン）
- KILLZONE 2（ショーン・ナッコ伍長）
- リトルアンカー（トーマス・コール）

2010年
- ASSASSIN'S CREED Brotherhood
- DANTE'S INFERNO 〜神曲 地獄篇〜
- HOSPITAL. 6人の医師（ハンゾウ・カナダマル）

2011年
- 十三支演義 〜偃月三国伝〜（董卓、文醜）

2012年
- バイナリー ドメイン（警察局本部長）

2013年
- アサシンクリードIV ブラック フラッグ（チャールズ・ヴェイン）

2014年
- The Elder Scrolls Online（モラグ・バル、クジャルナル・トゥームスカルド 他）

2015年
- 剣聖機アルファライド（颯真信次郎）
- LEGO マーベル スーパー・ヒーローズ ザ・ゲーム（J・ジョナ・ジェイムソン、セイバートゥース、ギャラクタス）
- スター・ウォーズ バトルフロント  (ダース・ベイダー)

2016年
- エルダー・スクロールズ・オンライン（モラグ・バル）
- マリオ&ソニック AT リオオリンピック（ドクター・エッグマン）
- ソニックトゥーン ファイアー&アイス（ドクター・エッグマン）
- レゴ スター・ウォーズ/フォースの覚醒（ダース・ベイダー）

2017年
- スーパーボンバーマン R（バグラー）
- ソニック フォース（ドクター・エッグマン）

2019年
- チームソニックレーシング（ドクター・エッグマン）
- スター・ウォーズ ジェダイ:フォールン・オーダー（ダース・ベイダー）

2022年
- レゴ スター・ウォーズ：スカイウォーカー・サーガ（ダース・ベイダー）
- ソニックフロンティア（ドクター・エッグマン）

2023年
- スター・ウォーズ ジェダイ:サバイバー（ダース・ベイダー）

2024年
- ソニック × シャドウ ジェネレーションズ（ジェラルド・ロボトニック、ドクター・エッグマン）

### ドラマCD
- 十三支演義 〜偃月三国伝〜 張飛のスペシャルトークCD（董卓）
- 幕末恋華・花柳剣士伝（慈照）

### BLCD
- おやじな! 〜千夏と巴の場合〜（千夏の父）
- 追われる夜の獣（塚田兵吾）
- 蛇淫の血（彫滝）
- 白鷺シリーズ（一之宮晴嵐）
- SUPER LOVERS（ロブ）
- Don’t Worry Mama（池之端厳造）
- ハッピークソライフ2（ヤジマ）
- 蜂の巣（陣内馨）
- 夢はきれいにしどけなく（一之宮清嵐）

### 吹き替え

#### 映画（吹き替え）
- アラバマ物語（サイクス牧師〈ビル・ウォーカー〉）※PDDVD版
- 雨に降られて（夫〈マック・スウェイン〉）※スター・チャンネル版
- アレックス・ライダー
- アローン・イン・ザ・ダーク
- 悪魔の棲む家
- イン・ジャングル 地獄からの脱出
- インディ・ジョーンズ/最後の聖戦（ナチス将校）※ソフト版
- インファナル・シティ/女捜査官サンドラ（シュルステル〈ジャン＝クリストフ・ブヴェ〉）
- インプット -記憶-（ティニー〈スティーヴン・ウィッカム〉）
- ウルトラ I LOVE YOU!（ノーマン・ダーウッド）
- ウェディング（イ・ジョンイル〈カン・ソクウ〉）
- オーシャンズ13（ピットボス）※フジテレビ版
- オオカミは嘘をつく（ラミ〈メナシエ・ノイ〉）
- エリザベス1世 〜愛と陰謀の王宮〜
- カサブランカ（カール〈S・Z・サコール〉）※PDDVD版
- 完全なる報復（ダニガン捜査官〈コルム・ミーニイ〉）
- 怨霊の森（医師〈ジェームズ・ブラッドフォード〉）
- キャプテン・フィリップス（ウィリアム・リオス〈マーク・ホールデン〉）
- キューティ・バニー
- キャプティビティ（ベティガー刑事〈マイケル・ハーネイ〉）
- キッドナップ（エスピノーザ保安官〈ジェイミー・ティレッリ〉
- キラー・スナイパー（アンセル・スミス〈トーマス・ヘイデン・チャーチ〉）
- クレイジー・ハート（ベア〈J・マイケル・オリヴァ〉）
- クライモリ デッド・リターン（フロイド〈ギル・コリリン〉）
- グランド・クロス レボリューション（フォーショウ将軍〈マイケル・コプサ〉）
- ゲット スマート（大将）※テレビ朝日版
- コッポラの胡蝶の夢（トゥッチ博士〈マーセル・ユーレス〉）
- 個人の趣向（ハン・ユンソプ〈アン・ソクファン〉）
- 最高の人生のつくり方（オーレン・リトル〈マイケル・ダグラス〉）
- サイレント・ワールド2011 地球氷結（ウォルター・ウィンスロー〈ブルース・デイヴィソン〉）
- ザ・ウォーカー（レッドサッジ〈レイ・スティーヴンソン〉）
- ザ・クリーナー 消された殺人（ジム・バルガス刑事〈ルイス・ガスマン〉）
- ザッツ★マジックアワー ダメ男ハワードのステキな人生（ゲイブル、トロイの父〈トム・ハンクス〉）
- ザ・シューター/極大射程
- ジェシカ・シンプソンのワーキング・ブロンド（社長〈ラリー・ミラー〉）
- ジェニファー・ラヴ・ヒューイットの セレブリティ（ライル〈ダニエル・ローバック〉）
- ジョン・カーター（酒場の男、サーク族）
- 七人のマッハ!!!!!!!（タク〈ピヤポン・ピウオン〉）
- 幸せはシャンソニア劇場から（ギャラピア〈ベルナール・ピエール・ドナデュー〉）
- 幸せの1ページ（船長〈マイケル・カーマン〉）
- 実録!スティーヴン・セガール警察24時!（ジョン・フォルトゥナート警部）
- 新感染半島 ファイナル・ステージ（キム〈クォン・ヘヒョ〉[22]）
- ステイト・オブ・ウォー
- スーパーヒーロー ムービー!! -最'笑'超人列伝-（ルー・ランダース / アワーグラス〈クリストファー・マクドナルド〉）
- スパイダーウィックの謎（レッカー車の運転手〈ジェレミー・ラバリー〉）
- スペイン一家監禁事件（ハイメ〈フェルナンド・カヨ〉）
- スモーキング・ハイ
- ソルト（国防長官〈アンドレ・ブラウアー〉[23]）
- ソウシリーズ（ポール・Leahy）
  - ソウ（父親）
  - ソウ5
- 第十七捕虜収容所（シェルバッハ〈オットー・プレミンジャー〉）※PDDVD版
- 大統領の執事の涙（ロナルド・レーガン〈アラン・リックマン〉）※ソフト版
- ダイヤモンド・イン・パラダイス（スタッフォード捜査官〈ミケルティ・ウィリアムソン〉）
- ダウントン・アビー (映画)（チャールズ・カーソン〈ジム・カーター〉[24]）
  - ダウントン・アビー/新たなる時代へ[25]
- 007 カジノ・ロワイヤル（医師〈クリスピン・ボナム＝カーター〉） ※ソフト版
- 007 スカイフォール（ウルフ・ブリッツァー）
- 弾突 DANTOTSU
- チーター・ガールズ3 in インド
- チャーリーと18人のキッズ in ブートキャンプ（モーティ〈ブライアン・ドイル＝マーレイ〉）
- チャップリンの失恋（泥棒〈バド・ジェイミソン〉）※スター・チャンネル版
- チャップリンの女装（父〈チャールズ・インズリー〉）※スター・チャンネル版
- チャップリンの役者（監督〈チャールズ・J・スタイン〉）※スター・チャンネル版
- チャップリンの寄席見物（指揮者〈ジョン・ランド〉）※スター・チャンネル版
- 冷たい雨に撃て、約束の銃弾を（トニー）
- ツイスター2008（ジェームス〈マイケル・アイアンサイド〉）
- ディープ・アンダーカバー
- デイ・ウォッチ
- デュアル・マトリックス（ブーン〈アルネ・フールマン〉）
- ディテクティヴ（マック・ベイラー本部長〈ゲイリー・ビードル〉）
- デス・プルーフ in グラインドハウス
- DOA/デッド・オア・アライブ
- 伝説の映画監督 -ハリウッドと第二次世界大戦-（フランシス・フォード・コッポラ）
- ドラゴン・プロジェクト
- トランスフォーマーシリーズ（メガトロン）
  - トランスフォーマー
  - トランスフォーマー: リベンジ
  - トランスフォーマー/ダークサイド・ムーン
  - トランスフォーマー/最後の騎士王
- トゥームストーン/ザ・リベンジ（ポール牧師〈ジェームズ・ジョーダン〉）
- とんだ災難（マック・スウェイン）
- 201X（アントン〈マンフレッド・アントン〉）
- 長く熱い週末（パーキー〈デイヴ・キング〉）
- ネプチューン（ニーリー提督〈ジェームズ・ローレンソン〉）
- ハウス・オブ・ザ・デッド2（グリフィン〈ビリー・ブラウン〉）
- バタリアン4（ボリス〈ゲル・ニトゥ〉）
- バイオソルジャー（司令官〈アレクサンドル・チューチン〉）
- バイオハザードIV アフターライフ（ウェンデル〈フルヴィオ・セセラ〉）※テレビ朝日版
- バレッツ（パスカル〈リュック・パラン〉）
- 127時間（ラリー・ラルストン〈トリート・ウィリアムズ〉）
- ファイアーボール（イタリア語版）（ドレイブン〈アレクス・ポーノヴィッチ〉）
- フェイク・フィアンセ（モンキー〈スティーヴン・R・シリッパ〉）
- ファイナル・プラン（サム・ベイカー〈ロバート・パトリック〉）
- フィリピン陥落 〜バターン半島1942〜
- ブレードランナー（リオン〈ブライオン・ジェームズ〉）※ザ・シネマ版
- ヘッドハンター（ジョン・ブレイクリー〈ケヴィン・マクナルティ〉）
- ベン・ハー（クインタス〈ジェームズ・コスモ〉）
- ホロコースト -アドルフ・ヒトラーの洗礼-
- ミラーウォーズ（謎の男〈ルトガー・ハウアー〉）
- ミッション・イン・モスクワ（マルティン〈オレグ・シュテファンコ〉）
- ユニバーサル・ソルジャー:リジェネレーション（ジョン・コビー大佐〈コーリイ・ジョンソン〉）
- ラッキー・ガール
- ローマ帝国に挑んだ男 -パウロ-（大祭司〈ジャック・ヘドレー〉）
- ロビン・ウィリアムズのクリスマスの奇跡（ホーボー・サンタ〈オリヴァー・プラット〉）
- ロンドン・ブルバード -LAST BODYGUARD-（ギャント〈レイ・ウィンストン〉）
- ワールド・トランスポーター 悪女の罠
- 私は告白する（オットー・ケラー〈O・E・ハッセ〉）
- ワイルド・スピード MAX

#### ドラマ
- iCarly（フィリップ、ダグラス）
- アウトサイダー（ハワード・サロモン〈ビル・キャンプ〉）
- アウトバーンコップ（ホッテ・ヘルツベルガー〈ディートマー・ハーン〉）
  - ワイルド・ランナーシリーズ
  - アラーム・フォー・コブラ11
  - ブラック・レイド Cobra 11 Special
- アクエリアス 刑事サム・ホディアック（エド・カトラー刑事〈チャンス・ケリー〉、ペリー警部）
- アグリー・ベティ（テッド・ルボー〈ブレット・カレン〉）
- アンダー・ザ・ドーム（オリー・ロッツ〈レオン・リッピー〉）
- アンフォゲッタブル3 完全記憶捜査
- ER XIV 緊急救命室 #292（酔っ払い〈マイケル・エドウィン〉）
- インジャスティス 〜法と正義の間で〜
- イ・サン（ホン・インハン〈洪璘漢〉〈ナ・ソンギュン〉）
- イニョン王妃の男（ナム・グマン領議政〈パク・パリョン〉）
- NCIS: ニューオーリンズ シーズン2 #23（アーサー・ブラウン）
- NCIS 〜ネイビー犯罪捜査班 ※DVD版
  - シーズン1 #12（ベスマン軍曹〈ディーン・ノリス〉）
  - シーズン2（カーティス・フロイド捜査官〈ジャック・マクギー〉）
- エレメンタリー3 ホームズ&ワトソン in NY #11（ウィテカー刑事）
- オクニョ 運命の女（チャクト）
- 還珠姫〜プリンセスのつくりかた〜（乾隆帝〈チャン・ティエリン〉）
- 奇皇后 〜ふたつの愛 涙の誓い〜（トクマン〈イ・ウォンジョン〉）
- GALACTICA/ギャラクティカ（ドクター・コトル〈ドネリー・ローズ〉）
- 恐竜SFドラマ プライミーバル
- 華麗なるペテン師たち
- グッド・ワイフ3（判事）
- グッドワイフ 彼女の評決
- クリミナル・マインド FBI行動分析課
  - シーズン2 #19
  - シーズン4（ギル・ボナー〈デール・ミッドキッフ〉）
  - シーズン5（ガーデラ刑事）
  - シーズン8（オレン・カー刑事〈ゲイリー・グラッブス〉）
  - シーズン10 #12（フランク・コズグローブ）
- 剣士ペク・ドンス（ホン・デジュ〈イ・ウォンジョン〉）
- コウラン伝 始皇帝の母（白起〈ユー・イエンカイ〉[26]）
- ゴースト 〜天国からのささやき（ロマーノ〈ジョン・ウォルカット〉、スティーブ・ハーパー〈トム・アーウィン〉、ニアー森林警備隊員〈アーニー・ライヴリー〉 他）
- コールドケース6（スティーブ・スカセッリ）
- コールドケース7 ザ・ファイナル（ベア・ジェイコブズ(現在)〈ビリー・タイラー〉）
- 項羽と劉邦 King's War（殷通〈ワン・ウェイグォ〉）
- 孔子（景公）
- ザ・ケープ 漆黒のヒーロー
- CSI:10 科学捜査班（テレンス・ロンバート〈ウェイン・ナイト〉）
- CSI:14 科学捜査班（ボビー・エスポジート〈スティーヴン・バウアー〉）
- CSI:マイアミ
  - シーズン4（チャーリー〈ケビン・ゲージ〉）
  - シーズン5 #2（ホーク・リード）
  - シーズン7（ロシアンマフィア / アンドレイ）
  - シーズン8（ジョン・“サリー”・サリバン刑事〈ブラッド・リーランド〉）
- 殺人を無罪にする方法
- 宿敵 因縁のハットフィールド&マッコイ
- 主任警部アラン・バンクス5
- スキャンダル4 託された秘密（ブライアン・リッチ上院議員〈リック・フィッツ〉）
- スキップ・ビート! 〜華麗的挑戦〜
- スレッシュホールド 〜The Last Plan〜（JT・ベイロック〈チャールズ・S・ダットン〉）
- 水滸伝 All Men Are Brothers（洪信大尉〈チャン・ティエリン〉）
- SCORPION/スコーピオン
  - シーズン1 #19（救命ヘリコプターパイロット〈スコット・マクドナルド〉）
  - シーズン2 #3（刑務所長〈ウェイド・ウィリアムズ〉）
- セックス・エデュケーション（マイケル・グロフ校長〈アリスター・ペトリ〉）※シーズン3まで
- 戦争と平和
- ダークエイジ・ロマン 大聖堂
- 太陽を抱く月（ナ・デギル〈キム・ミョングク〉）
- ダウントン・アビー（カーソン執事〈ジム・カーター〉）
- ダメージ3（アルバート・ウィギンズ〈ジャド・ハーシュ〉）
- 朱蒙 〜チュモン〜（良正〔ヤンジョン〕〈ユン・ドンファン〉）
- チャームド 〜魔女3姉妹〜（バクラフ）
- デクスター 〜警察官は殺人鬼 シーズン3（ミゲル・プラド〈ジミー・スミッツ〉）
- デスパレートな妻たち7
- テラノバ/Terra Nova（トム・ボイラン〈ダミアン・ガーヴェイ〉）
- TRUE DETECTIVE/ロサンゼルス
- となりのサインフェルド（ジョー・デボラ）
- トンイ（御医〈イ・ビョンシク〉）
- ナイト・オブ・キリング 失われた記憶
- NUMBERS 天才数学者の事件ファイル シーズン5（ギル・フィッシャー〈マイケル・ガストン〉）
- ハート・オブ・ディクシー ドクターハートの診療日記（ウォーリー・メイナード〈ジョン・マーシャル・ジョーンズ〉）
- バーン・ノーティス 元スパイの逆襲 シーズン2 #13
- 馬医（パク・ジュビョン〈ナ・ソンギュン〉）
- HAWAII FIVE-0
  - シーズン2 #7（ジェイコブ・ギャリソン）
  - シーズン2 #18（ボビー〈デニス・ミラー〉）
  - シーズン3 #3（沿岸警備隊隊長マクルヴェーン〈マイケル・マグレイディ〉）
  - シーズン3 #13（ポール・デラーノ〈ダニエル・ボールドウィン〉）
  - シーズン8 #4（アルベスコーチ）
- THE BLACKLIST/ブラックリスト
  - シーズン1 #18（ダニー・モス〈イザイア・ウィットロック・Jr〉）
  - シーズン4 #5（セバスチャン・レイフラー博士）
  - シーズン4 #17
  - シーズン6 #3（パスカル）
- フラッシュポイント -特殊機動隊SRU-（ショーン・キーナン）
- プリズン・ブレイク（ロイ・ウィリアム・ギアリー〈マット・デカロ〉）
- ブルース・リー伝説（イー・ウェン〈ユー・チェンウェイ〉）
- BONES
  - シーズン1（ダニエル・グッドマン所長〈ジョナサン・アダムズ〉）
  - シーズン6 #22（ジェイコブ・リプキン・ブロードスカイ〈アーノルド・ヴォスルー〉）
- ホット・ショット（ラオルー）
- ホテル・バビロン（デレク・クリスプ〈マイケル・アトウェル〉）
- マスケティアーズ パリの四銃士
- ミス・マープル4 魔術の殺人（マーベリック医師〈アレクセイ・セイル〉）
- ミッシング -サイキック捜査官-（エリック〈リック・フォックス〉 他）
- ミディアム7 霊能者アリソン・デュボア #1（トニー）
- メントーズ〜世界の偉人たちからのメッセージ〜
- 名探偵モンク シーズン7（選手）
- THE MENTALIST メンタリストの捜査ファイル2（アート・カヴァレリ〈ダニエル・ザカパ〉）
- 燃ゆる呉越（伍子胥〈パオ・クォアン〉）
- ヤング・スーパーマン シーズン8
- 雪の女王（キム・ジャンス会長〈チョン・ホジン〉）
- ラスベガス（ウッドリー、ロイ・ホールデン）
- リゾーリ&アイルズ5（ハロルド・チェン〈フランソワ・チャウ〉）
- リベンジ
- レスキュー・ミー 〜NYの英雄たち〜（ライアン、テッド）
- 霊幻道士 キョンシー・マスター（ホンフォン〈劉宗基〉）
- LAW & ORDER:LA（リカルド・モラレス〈アルフレッド・モリーナ〉）
- LAW & ORDER:性犯罪特捜班（リチャード・ホワイト〈ブルース・カークパトリック〉）
- ワイルド・ガレージ（トミー・クリスマス）
- 私はラブ・リーガル2

#### アニメ
- アベンジャーズ 地球最強のヒーロー（オーディン）
- アンデルセン・ストーリーズ（王 他）
- アルティメット・スパイダーマン（アーニム・ゾラ）
  - アルティメット・スパイダーマン VS シニスター・シックス
  - アルティメット・スパイダーマン ウェブ・ウォーリアーズ
- 怪奇ゾーン グラビティフォールズ（スタン大叔父さん / スタンリー・パインズ）
- クロース
- スター・ウォーズ/クローン・ウォーズ（テレビシリーズ）（オーン・フリー・ター）
- スター・ウォーズ: バッド・バッチ（オーン・フリー・ター）
- ソニックトゥーン（ドクター・エッグマン）
- ソニックプライム（ドクター・エッグマン〈初代〉、ミスター・ドクター・エッグマン〈初代〉、ドクター・ダンイット〈初代〉）
- ティーン・タイタンズ（ディンドン・ダディ）
- てのひらヒーロー アトミック・パペット （レックス・ボルドー）
- 長ぐつをはいたネコ（署長）
- ビー・ムービー
- フォスターズ・ホーム（巨大なIF(新入り)）
- ふしぎの国 アンフィビア（トードストゥール町長）
- ボルトロン
- モンスターVSエイリアン
- LEGO スター・ウォーズ:ドロイド・テイルズ（グリーヴァス将軍）

### ボイスオーバー
- 英国鉄道の歴史（ナショナル ジオグラフィックチャンネル）
- 世紀の戦車対決（ディスカバリーチャンネル）
- ティム・ガンのファッションチェック 第2回「レベッカの場合」（NHK教育）
- BS世界のドキュメンタリー（NHK BS）
  - ナノレボリューション「地球の浄化が始まった」（2016年）
- 地球ドラマチック（NHK総合）
  - 「宇宙船を造ろう」（2008年）
  - 「生命の宝庫 インドネシアをゆく」（2008年）
  - 「南米ガイアナ大探検 希少動物の宝庫へ」（2009年）
  - 「16歳、海へ 〜単独世界一周 マイクの航海日誌〜」（2010年）
  - 「木星の惑星・エウロパに地球外生命体は存在するか?」（2011年）
  - 「アフリカ 砂漠のミステリー〜謎のサークルの正体は?〜」（2012年）
  - 「飛べ!模型グライダー 〜英仏海峡を越えられるか?〜」（2013年）
  - 「増殖中!アリ 大地を支配!毒針の脅威」（2015年）

### ナレーション
- スペースインベーダー（CMナレーション）
- 世界のどうぶつえん（アニマルプラネット）
- ロシア・月への旅（ディスカバリーチャンネル）

### テレビドラマ
- アザミ嬢のララバイ（2010年 / 毎日放送） - ナレーター

### 映画
- セイキロスさんとわたし（2006年） - セイキロスの声
- バウムクーヘン（2025年） - イチローさん ※特別出演

### 舞台
- キャンプV朗読会 
  - 第1回公演「結婚相談所」（2011年）
  - 第2回公演「お綾や､お謝りなさい」（2013年）
  - 第3回公演「嘘の王国」（2015年 / 恵比寿AMGホール）
- 新宿625 第5回公演「歌姫」（2015年 / 東京・笹塚ファクトリー）

### CM
- JAバンク サザエさんCM（伊佐坂難物）

### シリーズ一覧
1. ↑  第1期（2009年）、第2期『f』（2010年）